# 톰 워커
톰 워커(Tom Walker, 1991년 12월 17일 ~ )는 스코틀랜드의 싱어송라이터이다. 2019 브릿 어워드 영국 신인상 수상자이다.

## 음반 목록

### 정규 앨범
- What a Time to Be Alive (2019)

### EP
- Blessings (2017)